# Bánh gật gù
Bánh gật gù là một loại bánh truyền thống của người dân huyện Tiên Yên, Quảng Ninh. Bánh gật gù nổi tiếng nhất nhất là ở Tiên Yên. Tuy nhiên trên khắp các vùng của Quảng Ninh cũng đều có thể tìm được món bánh gật gù vừa ngon vừa độc đáo này.

## Nguyên liệu và chế biến
Bánh gật gù được làm từ bột gạo tương tự bánh cuốn, bánh phở. Gạo được ngâm sau đó đem nghiền thành bột. Điều đặc biệt là trong lúc nghiền bột người dân thường cho thêm cơm nguội để khi tráng bánh có độ phồng, xốp, dẻo mịn mà các loại bánh cùng loại không so sánh được. Bánh sau đó được tráng, hấp chín, đổ bột bánh lên khuôn một lớp dày chứ không đổ mỏng như bánh cuốn, không quá dày như bánh đa, sau đó bánh được cuộn tròn không nhân và cắt thành từng khúc dài khoảng 15–20 cm
Người xưa truyền lại rằng, trước đây người dân Tiên Yên thường ăn sáng bằng bánh phở, nhưng không thích có nhân, mà thích vị đậm đà từ gạo xứ Tiên Yên, miếng bánh cuộn tròn, dẻo quẹo, gật lên gật xuống khi cầm tay quẹt một chút nước mắm chấm, mọi người tấm tắc khen ngon, tên bánh gật gù có từ đó.

## Dùng bánh
Bánh gật gù rất kén nước chấm và các loại thức ăn đi kèm.Thông thường, nước chấm chuẩn của loại bánh này được làm khá cầu kì. Thường thì người ta chưng nước mắm với mỡ gà, hành phi và cho thêm thịt băm để nước chấm đậm đà và ngon hơn. Thức ăn đi kèm là khâu nhục hay còn gọi là thịt kho tàu cùng nước chấm. Nếu ăn không hết bánh, cứ bỏ vào tủ lạnh, hôm sau có thể cắt thành từng miếng nhỏ rồi xào với thịt bò hoặc ăn kèm với nước ninh xương như bún và phở.